# Jonasz Stern
Jonasz Stern (ur. 4 sierpnia 1904 w Kałuszu, zm. 2 sierpnia 1988 w Zakopanem) – polski malarz, grafik i pedagog żydowskiego pochodzenia, członek partii komunistycznych.

## Życiorys
Urodził się w rodzinie żydowskiej. Kształcił się w Szkole Przemysłowej we Lwowie i w Akademii Sztuk Pięknych w Krakowie, gdzie mieszkał od 1928. Studia łączył z pracą zarobkową w fabryce Tęcza i drukarni.
W 1933 wraz z innymi artystami założył stowarzyszenie artystyczne Grupa Krakowska. Jako scenograf współpracował z teatrem Cricot. Był również aktywistą politycznym. Partie, do których należał: Komunistyczna Partia Zachodniej Ukrainy, PPS-Lewica, KZMP, MOPR, KPP i PZPR.
W 1936 uczestniczył w Kongresie Pracowników Kultury we Lwowie. Za lewicowe przekonania został usunięty ze Związku Polskich Artystów Plastyków, a w 1937 osadzony w obozie w Berezie Kartuskiej. Wybuch II wojny światowej zastał go we Lwowie, gdzie, po zajęciu tego miasta w 1941 przez hitlerowców, został osadzony w getcie. Z getta został wysłany do obozu zagłady w Bełżcu, jednakże udało mu się zbiec podczas transportu i powrócić do Lwowa. 1 czerwca 1943 podczas likwidacji getta, ocalał z masakry, gdyż wydostał się spod ciał rozstrzelanych i uciekł na Węgry do Budapesztu, gdzie w dzielnicy Csillaghegy ukrywał się dzięki pomocy komendanta żandarmerii o nazwisku Endre Laszlo. Do Krakowa wrócił w 1945. W latach 1954–1974 pracował jako profesor w ASP. Brał udział w organizowaniu tzw. Drugiej Grupy Krakowskiej i był jej wieloletnim prezesem.
Uprawiał malarstwo sztalugowe, grafikę, monotypię i serigrafię. Jego prace wystawiane były m.in. w Nowym Jorku, Moskwie, Wenecji, Kopenhadze, Londynie, Pradze i Tokio. Wiele muzeów polskich i zagranicznych posiada w swoich zbiorach jego dzieła.
Mieszkał przy ulicy Jadwigi z Łobzowa. Pochowany w alei zasłużonych cmentarza Rakowickiego w Krakowie (kwatera LXIX pas C-1-5).

## Ordery i odznaczenia
- Order Sztandaru Pracy I klasy (1979)[2]
- Order Sztandaru Pracy II klasy (1964)[3][4]
- Krzyż Kawalerski Orderu Odrodzenia Polski

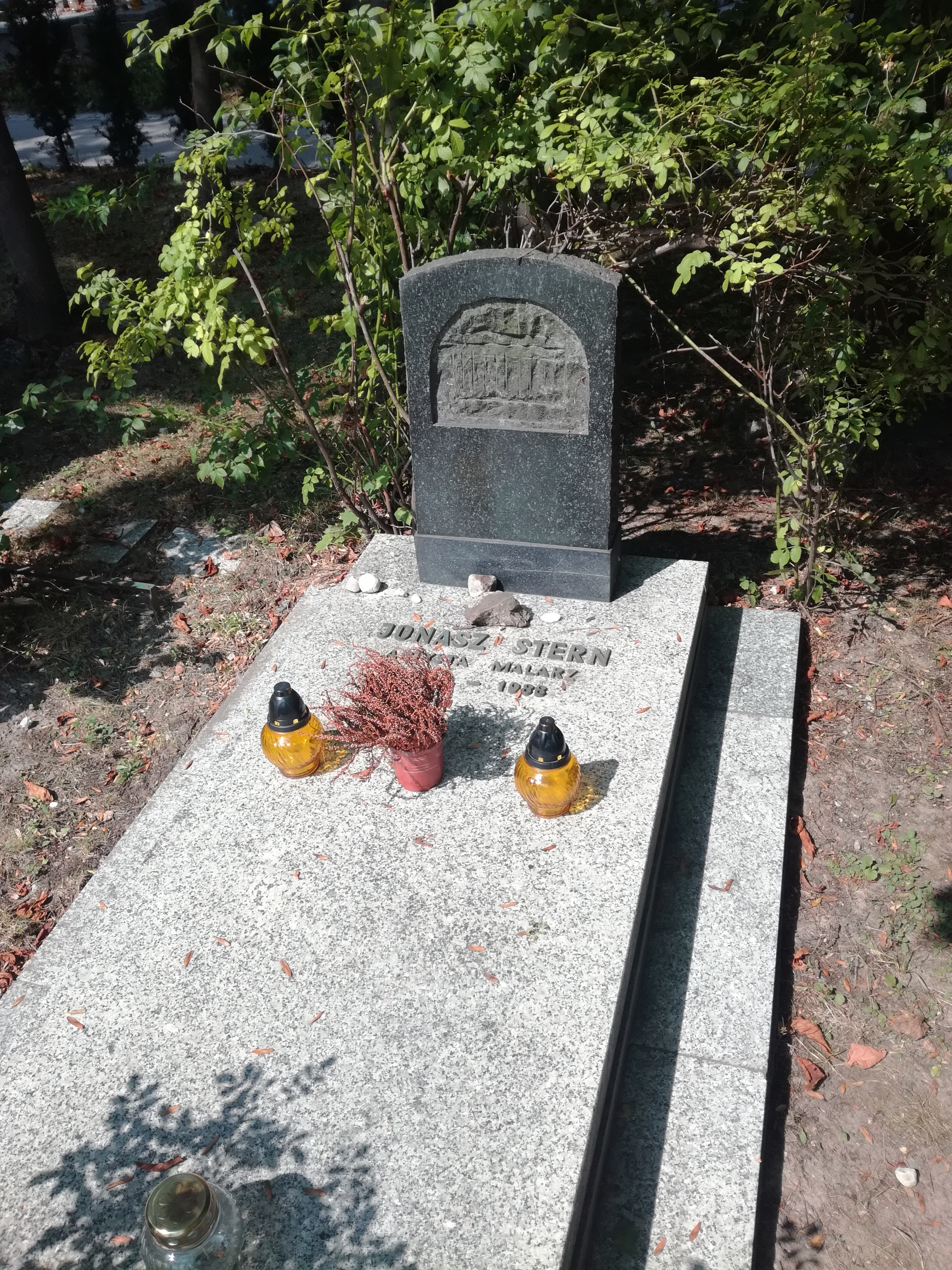
Grób Jonasza Sterna na cmentarzu Rakowickim w Krakowie

## Nagrody
- Nagroda Miasta Krakowa (1961)
- Nagroda Ministra Kultury i Sztuki I stopnia (1969)
- Nagroda im. Cypriana Kamila Norwida (1979)
- Nagroda „Trybuny Ludu” (1984)[5]